# UNetbootin

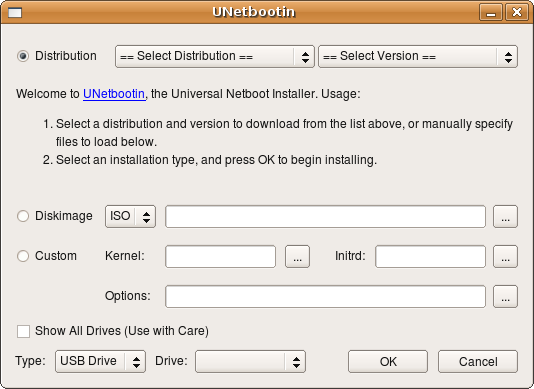
UNetbootin na Ubuntu

UNetbootin (Universal Netboot Installer) – wieloplatformowe narzędzie przeznaczone do instalacji różnych dystrybucji na nośnikach USB lub na partycjach systemowych bez napędu CD/DVD.
W chwili obecnej UNetbootin obsługuje takie systemy jak FreeBSD, Ubuntu (12.04 LTS, 12.10, 13.04, Daily CD Image), Debian (Stable/Etch, Testing/Lenny, Unstable/Sid), Linux Mint, openSUSE, Arch Linux, Damn Small Linux, Puppy Linux, FreeBSD, NetBSD, Fedora, PCLinuxOS, Gentoo, Zenwalk, Dreamlinux, Slax, Elive, CentOS, Mandriva, Frugalware Linux czy FaunOS oraz wiele innych.